# Roger Pinkham
Roger Stanton Pinkham (fl. XX secolo) è stato un matematico e statistico statunitense che si dedicò anche alla statistica e ai metodi numerici.
Professore presso la Rutgers University di New Brunswick (New Jersey), dimostrò la invarianza di scala della legge di Benford, utilizzando misure geografiche come la lunghezza dei fiumi, espressa in diverse unità di misura, tra le quali la fittizia unità di superficie del pianeta Zob.
Conseguì nel 1955 il Ph.D. presso la Harvard University con la tesi "Inversion of the Laplace and Stieltjes Transforms Utilizing Difference Operators".
Successivamente insegnò presso lo Stevens Institute of Technology.
Nel 1997 la Mathematical Association of America gli conferì il "Distinguished Teaching Award".

## Opere
- 1961 - "On the distribution of first significant digits" in Ann. Math. Statist.
- 1990 - "Production Probability Estimators for Context-Free Grammars" in The Journal of Systems and Software, coautore Keith Humenik